# 1. Bundesliga 2013-14
La 1. Bundesliga 2013-14 fue la 51.ª edición de la Fußball-Bundesliga, la mayor competición futbolística de Alemania.
El campeonato constó de dieciocho equipos: los mejores quince de la edición anterior, los dos mejores de la segunda división 2012-13 y el ganador de los play-offs de ascenso y descenso entre el 16.° clasificado de la Bundesliga y el 3.° de la 2. Bundesliga. El Bayern de Múnich era el campeón vigente y revalidaría el título superando su propio récord de precocidad.

## Equipos
El TSG 1899 Hoffenheim venció en el playoff por la permanencia al Kaiserslautern por un resultado global de 5 a 2.
| Pos | Descendidos de 1. Bundesliga |
| --- | ---------------------------- |
| 17º | Fortuna Düsseldorf           |
| 18º | Greuther Fürth               |

| Pos | Ascendidos de 2. Bundesliga |
| --- | --------------------------- |
| 1º  | Hertha Berlín               |
| 2º  | Eintracht Brunswick         |

| F.C. Augsburgo                             | Markus Weinzierl     | SGL Arena           | 30 660 | Jako   | AL-KO              |
| Bayer 04 Leverkusen                        | Sascha Lewandowski   | BayArena            | 30 210 | Adidas | LG                 |
| Bayern de Múnich                           | Josep Guardiola      | Allianz Arena       | 71 000 | Adidas | Deutsche Telekom   |
| Borussia Dortmund                          | Jürgen Klopp         | Signal Iduna Park   | 80 645 | Puma   | Evonik             |
| Borussia Mönchengladbach                   | Lucien Favre         | Borussia-Park       | 54 010 | Kappa  | Postbank           |
| Eintracht Braunschweig                     | Torsten Lieberknecht | Eintracht-Stadion   | 23 325 | Nike   | SEAT               |
| Eintracht Fráncfort                        | Armin Veh            | Commerzbank-Arena   | 51 500 | Jako   | Alfa Romeo         |
| S.C. Friburgo                              | Christian Streich    | Mage Solar Stadion  | 24 000 | Nike   | Ehrmann            |
| Hamburgo S.V.                              | Mirko Slomka         | Imtech Arena        | 57 000 | Adidas | Emirates           |
| Hannover 96                                | Tayfun Korkut        | HDI-Arena           | 49 000 | Jako   | TUI                |
| Hertha Berlín                              | Jos Luhukay          | Olímpico de Berlín  | 74 244 | Nike   | Deutsche Bahn      |
| TSG 1899 Hoffenheim                        | Markus Gisdol        | Rhein-Neckar-Arena  | 30 150 | Puma   | SAP                |
| Maguncia 05                                | Thomas Tuchel        | Coface Arena        | 34 000 | Nike   | Entega             |
| F.C. Núremberg                             | Roger Prinzen        | Grundig-Stadion     | 50 000 | Adidas | NKD                |
| Schalke 04                                 | Jens Keller          | Veltins-Arena       | 61 973 | Adidas | Gazprom            |
| VfB Stuttgart                              | Huub Stevens         | Mercedes-Benz Arena | 60 441 | Puma   | Mercedes-Benz Bank |
| Werder Bremen                              | Robin Dutt           | Weserstadion        | 42 100 | Nike   | Original Wiesenhof |
| VfL Wolfsburgo                             | Dieter Hecking       | Volkswagen Arena    | 30 000 | Adidas | Volkswagen         |
| Datos actualizados el 23 de abril de 2014. |                      |                     |        |        |                    |

### Cambios de entrenadores
| Equipo              | Entrenador (jornadas)                                                                            |
| ------------------- | ------------------------------------------------------------------------------------------------ |
| VfB Stuttgart       | Bruno Labbadia (1-3) Thomas Schneider (4-24) Huub Stevens (25-34)                                |
| Hamburgo S.V.       | Thorsten Fink (1-5) Rodolfo Cardoso y Otto Addo (6) Bert van Marwijk (7-21) Mirko Slomka (22-34) |
| F.C. Núremberg      | Michael Wiesinger (1-8) Roger Prinzen (9, 32-34) Gertjan Verbeek (10-31)                         |
| Hannover 96         | Mirko Slomka (1-17) Tayfun Korkut (18-34)                                                        |
| Bayer 04 Leverkusen | Sami Hyypiä (1-29) Sascha Lewandowski (30-34)                                                    |

### Equipos porländer
| Región                      | N.º | Equipos                                                                    |
| --------------------------- | --- | -------------------------------------------------------------------------- |
| Renania del Norte-Westfalia | 4   | Bayer Leverkusen, Borussia Dortmund, Borussia Mönchengladbach y Schalke 04 |
| Baviera                     | 3   | Augsburgo, Bayern de Múnich y Núremberg                                    |
| Baden-Wurtemberg            | 3   | Friburgo, Hoffenheim y Stuttgart                                           |
| Baja Sajonia                | 3   | Eintracht Braunschweig, Hannover 96 y Wolfsburgo                           |
| Bremen                      | 1   | Werder Bremen                                                              |
| Hamburgo                    | 1   | Hamburgo                                                                   |
| Hesse                       | 1   | Eintracht Frankfurt                                                        |
| Renania-Palatinado          | 1   | Mainz 05                                                                   |
| Berlín                      | 1   | Hertha Berlín                                                              |

## Clasificación
|     |    | Equipo                   | PJ | PG | PE | PP | GF | GC | DG  | PTS |
| --- | -- | ------------------------ | -- | -- | -- | -- | -- | -- | --- | --- |
| UCL | 1  | Bayern Múnich            | 34 | 29 | 3  | 2  | 94 | 23 | +71 | 90  |
| UCL | 2  | Borussia Dortmund        | 34 | 22 | 5  | 7  | 80 | 38 | +42 | 71  |
| UCL | 3  | Schalke 04               | 34 | 19 | 7  | 8  | 63 | 43 | +20 | 64  |
| UCL | 4  | Bayer Leverkusen         | 34 | 19 | 4  | 11 | 60 | 41 | +19 | 61  |
| UEL | 5  | Wolfsburgo               | 34 | 18 | 6  | 10 | 63 | 50 | +13 | 60  |
| UEL | 6  | Borussia Mönchengladbach | 34 | 16 | 7  | 11 | 59 | 43 | +16 | 55  |
| UEL | 7  | Maguncia 05              | 34 | 16 | 5  | 13 | 52 | 54 | -2  | 53  |
|     | 8  | Augsburgo                | 34 | 15 | 7  | 12 | 47 | 47 | 0   | 52  |
|     | 9  | Hoffenheim               | 34 | 11 | 11 | 12 | 72 | 70 | +2  | 44  |
|     | 10 | Hannover 96              | 34 | 12 | 6  | 16 | 46 | 59 | -13 | 42  |
|     | 11 | Hertha Berlín            | 34 | 11 | 8  | 15 | 40 | 48 | -8  | 41  |
|     | 12 | Werder Bremen            | 34 | 10 | 9  | 15 | 42 | 66 | -24 | 39  |
|     | 13 | Eintracht Fráncfort      | 34 | 9  | 9  | 16 | 40 | 57 | -17 | 36  |
|     | 14 | Friburgo                 | 34 | 9  | 9  | 16 | 43 | 61 | -18 | 36  |
|     | 15 | Stuttgart                | 34 | 8  | 8  | 18 | 49 | 62 | -13 | 32  |
|     | 16 | Hamburgo                 | 34 | 7  | 6  | 21 | 51 | 75 | -24 | 27  |
|     | 17 | Núremberg                | 34 | 5  | 11 | 18 | 37 | 70 | -33 | 26  |
|     | 18 | Eintracht Brunswick      | 34 | 6  | 7  | 21 | 29 | 60 | -31 | 25  |

 Nota: Dado que el campeón y subcampeón de la Copa de Alemania 2013/14 están clasificados a la Liga de Campeones 2014-15, el lugar que otorga dicho torneo en la Liga Europea 2014-15 pasa al 5º clasificado de la Bundesliga; el del 5º, al 6º; y el del 6º, al 7º.
|  | Clasificado para la Fase de grupos de la Liga de Campeones 2014-15.                                    |
|  | Clasificado para la Cuarta ronda previa (play-off) de la Liga de Campeones 2014-15.                    |
|  | Clasificado para la Fase de grupos de la Liga Europea 2014-15.                                         |
|  | Clasificado para la Cuarta ronda previa (play-off) de la Liga Europea 2014-15.                         |
|  | Clasificado para la Tercera ronda previa de la Liga Europea 2014-15.                                   |
|  | Participará por la permanencia en la 1. Bundesliga contra el tercer lugar de la 2. Bundesliga 2013/14. |
|  | Descenso a la 2. Bundesliga 2014/15.                                                                   |

| (C) Campeón    |
| (D) Descendido |

### Evolución de las posiciones
| Equipo / Jornada         | 1  | 2  | 3  | 4  | 5  | 6  | 7  | 8  | 9  | 10 | 11 | 12 | 13 | 14 | 15 | 16 | 17 | 18 | 19 | 20 | 21 | 22 | 23 | 24 | 25 | 26 | 27 | 28 | 29 | 30 | 31 | 32 | 33 | 34 |
| Equipo / Jornada         |    |    |    |    |    |    |    |    |    |    |    |    |    |    |    |    |    |    |    |    |    |    |    |    |    |    |    |    |    |    |    |    |    |    |
| ------------------------ | -- | -- | -- | -- | -- | -- | -- | -- | -- | -- | -- | -- | -- | -- | -- | -- | -- | -- | -- | -- | -- | -- | -- | -- | -- | -- | -- | -- | -- | -- | -- | -- | -- | -- |
| Bayern Múnich            | 4  | 3  | 3  | 2  | 2  | 2  | 2  | 1  | 1  | 1  | 1  | 1  | 1  | 1  | 1  | 1  | 1  | 1  | 1  | 1  | 1  | 1  | 1  | 1  | 1  | 1  | 1  | 1  | 1  | 1  | 1  | 1  | 1  | 1  |
| Borussia Dortmund        | 2  | 1  | 1  | 1  | 1  | 1  | 1  | 2  | 2  | 2  | 2  | 2  | 3  | 3  | 3  | 3  | 4  | 3  | 3  | 3  | 3  | 3  | 2  | 2  | 2  | 2  | 2  | 2  | 2  | 2  | 2  | 2  | 2  | 2  |
| Schalke 04               | 9  | 13 | 15 | 13 | 9  | 14 | 14 | 8  | 5  | 7  | 6  | 6  | 6  | 5  | 6  | 6  | 7  | 5  | 4  | 4  | 4  | 4  | 4  | 4  | 3  | 3  | 3  | 3  | 3  | 3  | 3  | 3  | 3  | 3  |
| Bayer Leverkusen         | 3  | 2  | 2  | 3  | 3  | 3  | 3  | 3  | 3  | 3  | 3  | 3  | 2  | 2  | 2  | 2  | 2  | 2  | 2  | 2  | 2  | 2  | 3  | 3  | 4  | 4  | 4  | 4  | 5  | 4  | 4  | 4  | 4  | 4  |
| Wolfsburgo               | 16 | 8  | 9  | 8  | 12 | 6  | 10 | 14 | 9  | 6  | 5  | 5  | 5  | 6  | 5  | 5  | 5  | 6  | 6  | 6  | 5  | 5  | 5  | 5  | 6  | 6  | 5  | 5  | 6  | 5  | 5  | 5  | 5  | 5  |
| Borussia Mönchengladbach | 15 | 9  | 10 | 7  | 11 | 5  | 7  | 4  | 6  | 4  | 4  | 4  | 4  | 4  | 4  | 4  | 3  | 4  | 5  | 5  | 6  | 6  | 7  | 8  | 7  | 5  | 6  | 6  | 4  | 6  | 6  | 6  | 6  | 6  |
| Maguncia 05              | 6  | 4  | 4  | 5  | 5  | 7  | 11 | 11 | 14 | 11 | 12 | 9  | 7  | 8  | 8  | 9  | 9  | 8  | 7  | 9  | 7  | 9  | 6  | 7  | 5  | 7  | 7  | 7  | 7  | 7  | 7  | 7  | 7  | 7  |
| Augsburgo                | 17 | 17 | 12 | 10 | 6  | 8  | 8  | 12 | 13 | 15 | 13 | 13 | 10 | 10 | 9  | 8  | 8  | 9  | 9  | 8  | 9  | 8  | 9  | 6  | 8  | 8  | 8  | 8  | 8  | 8  | 8  | 8  | 8  | 8  |
| Hoffenheim               | 10 | 7  | 8  | 11 | 7  | 11 | 12 | 10 | 11 | 9  | 9  | 12 | 14 | 14 | 11 | 11 | 12 | 13 | 11 | 11 | 10 | 10 | 10 | 10 | 10 | 10 | 10 | 9  | 9  | 9  | 9  | 9  | 9  | 9  |
| Hannover 96              | 5  | 10 | 7  | 4  | 4  | 4  | 4  | 5  | 7  | 10 | 11 | 11 | 13 | 9  | 12 | 12 | 13 | 10 | 10 | 10 | 11 | 11 | 11 | 12 | 11 | 11 | 12 | 13 | 13 | 13 | 13 | 13 | 11 | 10 |
| Hertha Berlín            | 1  | 6  | 5  | 6  | 8  | 10 | 5  | 6  | 4  | 5  | 7  | 7  | 8  | 7  | 7  | 7  | 6  | 7  | 8  | 7  | 8  | 7  | 8  | 9  | 9  | 9  | 9  | 10 | 10 | 10 | 10 | 10 | 10 | 11 |
| Werder Bremen            | 7  | 5  | 6  | 9  | 14 | 9  | 9  | 9  | 10 | 13 | 8  | 10 | 12 | 13 | 14 | 14 | 11 | 11 | 12 | 13 | 13 | 14 | 13 | 11 | 12 | 13 | 13 | 12 | 12 | 12 | 11 | 14 | 12 | 12 |
| Eintracht Fráncfort      | 18 | 18 | 11 | 15 | 13 | 13 | 13 | 13 | 12 | 14 | 15 | 15 | 15 | 15 | 15 | 15 | 15 | 14 | 14 | 12 | 12 | 13 | 12 | 13 | 13 | 12 | 11 | 11 | 11 | 11 | 12 | 11 | 13 | 13 |
| Friburgo                 | 14 | 16 | 14 | 16 | 17 | 17 | 17 | 17 | 17 | 17 | 16 | 16 | 16 | 16 | 16 | 16 | 16 | 15 | 16 | 15 | 16 | 17 | 17 | 17 | 16 | 14 | 15 | 14 | 14 | 14 | 14 | 12 | 14 | 14 |
| Stuttgart                | 12 | 14 | 17 | 14 | 10 | 12 | 6  | 7  | 8  | 8  | 10 | 8  | 9  | 11 | 10 | 10 | 10 | 12 | 13 | 14 | 15 | 15 | 15 | 15 | 17 | 15 | 17 | 16 | 15 | 15 | 15 | 15 | 15 | 15 |
| Hamburgo                 | 8  | 12 | 16 | 12 | 15 | 16 | 16 | 15 | 15 | 12 | 14 | 14 | 11 | 12 | 13 | 13 | 14 | 16 | 17 | 17 | 17 | 16 | 16 | 16 | 14 | 16 | 16 | 17 | 16 | 16 | 16 | 16 | 16 | 16 |
| Núremberg                | 11 | 11 | 13 | 17 | 16 | 15 | 15 | 16 | 16 | 16 | 17 | 18 | 17 | 17 | 17 | 17 | 17 | 17 | 15 | 16 | 14 | 12 | 14 | 14 | 15 | 17 | 14 | 15 | 17 | 17 | 17 | 17 | 17 | 17 |
| Eintracht Brunswick      | 13 | 15 | 18 | 18 | 18 | 18 | 18 | 18 | 18 | 18 | 18 | 17 | 18 | 18 | 18 | 18 | 18 | 18 | 18 | 18 | 18 | 18 | 18 | 18 | 18 | 18 | 18 | 18 | 18 | 18 | 18 | 18 | 18 | 18 |

 Nota: Estando los finalistas de la Copa de Alemania 2013-14 (Bayern Múnich y Borussia Dortmund) clasificados a la Liga de Campeones 2014-15, a partir de la fecha 31, en la que Borussia Dortmund aseguró su clasificación a la Liga de Campeones, las posiciones de los clasificados a la Liga Europea 2014-15 pasaron a ser la 5.ª, 6.ª y 7.ª según el orden indicado en la tabla de posiciones.

## Resultados
- Los horarios corresponden al huso horario de Alemania (Hora central europea): UTC+1 en horario estándar y UTC+2 en horario de verano

### Primera rueda
| Bayern Múnich          | 3 - 1 | Borussia Mönchengladbach | Allianz Arena      | 9 de agosto  | 20:30 |
| Bayer Leverkusen       | 3 - 1 | Friburgo                 | BayArena           | 10 de agosto | 15:30 |
| Hannover 96            | 2 - 0 | Wolfsburgo               | HDI-Arena          | 10 de agosto | 15:30 |
| Hoffenheim             | 2 - 2 | Núremberg                | Rhein-Neckar-Arena | 10 de agosto | 15:30 |
| Augsburgo              | 0 - 4 | Borussia Dortmund        | SGL Arena          | 10 de agosto | 15:30 |
| Hertha Berlín          | 6 - 1 | Eintracht Frankfurt      | Olímpico de Berlín | 10 de agosto | 15:30 |
| Eintracht Braunschweig | 0 - 1 | Werder Bremen            | Eintracht-Stadion  | 10 de agosto | 18:30 |
| Mainz 05               | 3 - 2 | Stuttgart                | Coface Arena       | 11 de agosto | 15:30 |
| Schalke 04             | 3 - 3 | Hamburgo                 | Veltins-Arena      | 11 de agosto | 17:30 |

| Stuttgart                | 0 - 1 | Bayer Leverkusen       | Mercedes-Benz Arena | 17 de agosto | 15:30 |
| Wolfsburgo               | 4 - 0 | Schalke 04             | Volkswagen Arena    | 17 de agosto | 15:30 |
| Werder Bremen            | 1 - 0 | Augsburgo              | Weserstadion        | 17 de agosto | 15:30 |
| Friburgo                 | 1 - 2 | Mainz 05               | Mage Solar Stadion  | 17 de agosto | 15:30 |
| Hamburgo                 | 1 - 5 | Hoffenheim             | Imtech Arena        | 17 de agosto | 15:30 |
| Eintracht Frankfurt      | 0 - 1 | Bayern Múnich          | Commerzbank-Arena   | 17 de agosto | 15:30 |
| Borussia Mönchengladbach | 3 - 0 | Hannover 96            | Borussia-Park       | 17 de agosto | 18:30 |
| Núremberg                | 2 - 2 | Hertha Berlín          | Grundig-Stadion     | 18 de agosto | 15:30 |
| Borussia Dortmund        | 2 - 1 | Eintracht Braunschweig | Signal Iduna Park   | 18 de agosto | 17:30 |

| Borussia Dortmund      | 1 - 0 | Werder Bremen            | Signal Iduna Park  | 23 de agosto | 20:30 |
| Bayern Múnich          | 2 - 0 | Núremberg                | Allianz Arena      | 24 de agosto | 15:30 |
| Bayer Leverkusen       | 4 - 2 | Borussia Mönchengladbach | BayArena           | 24 de agosto | 15:30 |
| Hannover 96            | 2 - 1 | FC Schalke 04            | HDI-Arena          | 24 de agosto | 15:30 |
| Hoffenheim             | 3 - 3 | SC Friburgo              | Rhein-Neckar-Arena | 24 de agosto | 15:30 |
| Mainz 05               | 2 - 0 | Wolfsburgo               | Coface Arena       | 24 de agosto | 15:30 |
| Hertha Berlín          | 1 - 0 | Hamburgo                 | Olímpico de Berlín | 24 de agosto | 18:30 |
| Eintracht Braunschweig | 0 - 2 | Eintracht Frankfurt      | Eintracht-Stadion  | 25 de agosto | 15:30 |
| Augsburgo              | 2 - 1 | Stuttgart                | SGL Arena          | 25 de agosto | 17:30 |

| Friburgo                 | 1 - 1 | Bayern Múnich          | Mage Solar Stadion  | 27 de agosto    | 18:30 |
| Borussia Mönchengladbach | 4 - 1 | Werder Bremen          | Borussia-Park       | 31 de agosto    | 15:30 |
| Hannover 96              | 4 - 1 | Mainz 05               | HDI-Arena           | 31 de agosto    | 15:30 |
| Wolfsburgo               | 2 - 0 | Hertha Berlín          | Volkswagen Arena    | 31 de agosto    | 15:30 |
| Núremberg                | 0 - 1 | Augsburgo              | Grundig-Stadion     | 31 de agosto    | 15:30 |
| Hamburgo                 | 4 - 0 | Eintracht Braunschweig | Imtech Arena        | 31 de agosto    | 15:30 |
| Schalke 04               | 2 - 0 | Bayer Leverkusen       | Veltins-Arena       | 31 de agosto    | 18:30 |
| Stuttgart                | 6 - 2 | Hoffenheim             | Mercedes-Benz Arena | 1 de septiembre | 15:30 |
| Eintracht Frankfurt      | 1 - 2 | Borussia Dortmund      | Commerzbank-Arena   | 1 de septiembre | 17:30 |

| Hertha Berlín          | 0 - 1 | Stuttgart                | Olímpico de Berlín | 13 de septiembre | 20:30 |
| Bayern Múnich          | 2 - 0 | Hannover 96              | Allianz Arena      | 14 de septiembre | 15:30 |
| Bayer Leverkusen       | 3 - 1 | Wolfsburgo               | BayArena           | 14 de septiembre | 15:30 |
| Werder Bremen          | 0 - 3 | Eintracht Frankfurt      | Weserstadion       | 14 de septiembre | 15:30 |
| Mainz 05               | 0 - 1 | Schalke 04               | Coface Arena       | 14 de septiembre | 15:30 |
| Augsburgo              | 2 - 1 | Friburgo                 | SGL Arena          | 14 de septiembre | 15:30 |
| Borussia Dortmund      | 6 - 2 | Hamburgo                 | Signal Iduna Park  | 14 de septiembre | 18:30 |
| Hoffenheim             | 2 - 1 | Borussia Mönchengladbach | Rhein-Neckar-Arena | 15 de septiembre | 15:30 |
| Eintracht Braunschweig | 1 - 1 | Núremberg                | Eintracht-Stadion  | 15 de septiembre | 17:30 |

| Borussia Mönchengladbach | 4 - 1 | Eintracht Braunschweig | Borussia-Park       | 20 de septiembre | 20:30 |
| Hannover 96              | 2 - 1 | Augsburgo              | HDI-Arena           | 21 de septiembre | 15:30 |
| Wolfsburgo               | 2 - 1 | Hoffenheim             | Volkswagen Arena    | 21 de septiembre | 15:30 |
| Núremberg                | 1 - 1 | Borussia Dortmund      | Grundig-Stadion     | 21 de septiembre | 15:30 |
| Mainz 05                 | 1 - 4 | Bayer Leverkusen       | Coface Arena        | 21 de septiembre | 15:30 |
| Hamburgo                 | 0 - 2 | Werder Bremen          | Imtech Arena        | 21 de septiembre | 15:30 |
| Schalke 04               | 0 - 4 | Bayern Múnich          | Veltins-Arena       | 21 de septiembre | 18:30 |
| Friburgo                 | 1 - 1 | Hertha Berlín          | Mage Solar Stadion  | 22 de septiembre | 15:30 |
| Stuttgart                | 1 - 1 | Eintracht Frankfurt    | Mercedes-Benz Arena | 22 de septiembre | 17:30 |

| Augsburgo              | 2 - 2 | Borussia Mönchengladbach | SGL Arena          | 27 de septiembre | 20:30 |
| Borussia Dortmund      | 5 - 0 | Friburgo                 | Signal Iduna Park  | 28 de septiembre | 15:30 |
| Bayern Múnich          | 1 - 0 | Wolfsburgo               | Allianz Arena      | 28 de septiembre | 15:30 |
| Bayer Leverkusen       | 2 - 0 | Hannover 96              | BayArena           | 28 de septiembre | 15:30 |
| Hoffenheim             | 3 - 3 | Schalke 04               | Rhein-Neckar-Arena | 28 de septiembre | 15:30 |
| Hertha Berlín          | 3 - 1 | Mainz 05                 | Olímpico de Berlín | 28 de septiembre | 15:30 |
| Eintracht Frankfurt    | 2 - 2 | Hamburgo                 | Commerzbank-Arena  | 28 de septiembre | 18:30 |
| Werder Bremen          | 3 - 3 | Núremberg                | Signal Iduna Park  | 29 de septiembre | 15:30 |
| Eintracht Braunschweig | 0 - 4 | Stuttgart                | Eintracht-Stadion  | 29 de septiembre | 17:30 |

| Hannover 96              | 1 - 1 | Hertha Berlín          | HDI-Arena           | 4 de octubre | 20:30 |
| Schalke 04               | 4 - 1 | Augsburgo              | Veltins-Arena       | 5 de octubre | 15:30 |
| Borussia Mönchengladbach | 2 - 0 | Borussia Dortmund      | Borussia-Park       | 5 de octubre | 15:30 |
| Stuttgart                | 1 - 1 | Werder Bremen          | Mercedes-Benz Arena | 5 de octubre | 15:30 |
| Wolfsburgo               | 0 - 2 | Eintracht Braunschweig | Volkswagen Arena    | 5 de octubre | 15:30 |
| Mainz 05                 | 2 - 2 | Hoffenheim             | Coface Arena        | 5 de octubre | 15:30 |
| Bayer Leverkusen         | 1 - 1 | Bayern Múnich          | BayArena            | 5 de octubre | 18:30 |
| Núremberg                | 0 - 5 | Hamburgo               | Grundig-Stadion     | 6 de octubre | 15:30 |
| Friburgo                 | 1 - 1 | Eintracht Frankfurt    | Mage Solar Stadion  | 6 de octubre | 17:30 |

| Hoffenheim             | 1 - 2 | Bayer Leverkusen         | Rhein-Neckar-Arena | 18 de octubre | 20:30 |
| Borussia Dortmund      | 1 - 0 | Hannover 96              | Signal Iduna Park  | 19 de octubre | 15:30 |
| Bayern Múnich          | 4 - 1 | Mainz 05                 | Allianz Arena      | 19 de octubre | 15:30 |
| Werder Bremen          | 0 - 0 | Friburgo                 | Weserstadion       | 19 de octubre | 15:30 |
| Eintracht Braunschweig | 2 - 3 | Schalke 04               | Eintracht-Stadion  | 19 de octubre | 15:30 |
| Eintracht Frankfurt    | 1 - 1 | Núremberg                | Commerzbank-Arena  | 19 de octubre | 15:30 |
| Hertha Berlín          | 1 - 0 | Borussia Mönchengladbach | Olímpico de Berlín | 19 de octubre | 18:30 |
| Hamburgo               | 3 - 3 | Stuttgart                | Imtech Arena       | 20 de octubre | 15:30 |
| Augsburgo              | 1 - 2 | Wolfsburgo               | SGL Arena          | 20 de octubre | 17:30 |

| Stuttgart                | 1 - 1 | Núremberg              | Mercedes-Benz Arena | 25 de octubre | 20:30 |
| Bayern Múnich            | 3 - 2 | Hertha Berlín          | Allianz Arena       | 26 de octubre | 15:30 |
| Schalke 04               | 1 - 3 | Borussia Dortmund      | Veltins-Arena       | 26 de octubre | 15:30 |
| Bayer 04 Leverkusen      | 2 - 1 | Augsburgo              | BayArena            | 26 de octubre | 15:30 |
| Hannover 96              | 1 - 4 | Hoffenheim             | HDI-Arena           | 26 de octubre | 15:30 |
| Mainz 05                 | 2 - 0 | Eintracht Braunschweig | Coface Arena        | 26 de octubre | 15:30 |
| Wolfsburgo               | 3 - 0 | Werder Bremen          | Volkswagen Arena    | 26 de octubre | 18:30 |
| Friburgo                 | 0 - 3 | Hamburgo               | Mage Solar Stadion  | 27 de octubre | 15:30 |
| Borussia Mönchengladbach | 4 - 1 | Eintracht Frankfurt    | Borussia-Park       | 27 de octubre | 17:30 |

| Borussia Dortmund      | 6 - 1 | Stuttgart                | Signal Iduna Park  | 1 de noviembre | 20:30 |
| Núremberg              | 0 - 3 | Friburgo                 | Grundig-Stadion    | 2 de noviembre | 20:30 |
| Hoffenheim             | 1 - 2 | Bayern Múnich            | Rhein-Neckar-Arena | 2 de noviembre | 20:30 |
| Hamburgo               | 0 - 2 | Borussia Mönchengladbach | Imtech Arena       | 2 de noviembre | 20:30 |
| Eintracht Braunschweig | 1 - 0 | Bayer Leverkusen         | Eintracht-Stadion  | 2 de noviembre | 20:30 |
| Hertha Berlín          | 0 - 2 | Schalke 04               | Olímpico de Berlín | 2 de noviembre | 20:30 |
| Eintracht Frankfurt    | 1 - 2 | Wolfsburgo               | Commerzbank-Arena  | 2 de noviembre | 18:30 |
| Augsburgo              | 2 - 1 | Mainz 05                 | SGL Arena          | 3 de noviembre | 15:30 |
| Werder Bremen          | 3 - 2 | Hannover 96              | Weserstadion       | 3 de noviembre | 17:30 |

| Hannover 96              | 0 - 0 | Eintracht Braunschweig | HDI-Arena          | 8 de noviembre  | 20:30 |
| Bayern Múnich            | 3 - 0 | Augsburgo              | Allianz Arena      | 9 de noviembre  | 15:30 |
| Schalke 04               | 3 - 1 | Werder Bremen          | Veltins-Arena      | 9 de noviembre  | 15:30 |
| Bayer Leverkusen         | 5 - 3 | Hamburgo               | BayArena           | 9 de noviembre  | 15:30 |
| Wolfsburgo               | 2 - 1 | Borussia Dortmund      | Volkswagen Arena   | 9 de noviembre  | 15:30 |
| Hoffenheim               | 2 - 3 | Hertha Berlín          | Rhein-Neckar-Arena | 9 de noviembre  | 15:30 |
| Borussia Mönchengladbach | 3 - 1 | Núremberg              | Borussia-Park      | 9 de noviembre  | 18:30 |
| Mainz 05                 | 1 - 0 | Eintracht Frankfurt    | Coface Arena       | 10 de noviembre | 15:30 |
| Friburgo                 | 1 - 3 | Stuttgart              | Mage Solar Stadion | 10 de noviembre | 17:30 |

| Stuttgart              | 0 - 2 | Borussia Mönchengladbach | Mercedes-Benz Arena | 22 de noviembre | 20:30 |
| Núremberg              | 1 - 1 | Wolfsburgo               | Grundig-Stadion     | 23 de noviembre | 15:30 |
| Augsburgo              | 2 - 0 | Hoffenheim               | SGL Arena           | 23 de noviembre | 15:30 |
| Eintracht Braunschweig | 0 - 1 | Friburgo                 | Eintracht-Stadion   | 23 de noviembre | 15:30 |
| Eintracht Frankfurt    | 3 - 3 | Schalke 04               | Commerzbank-Arena   | 23 de noviembre | 15:30 |
| Hertha Berlín          | 0 - 1 | Bayer Leverkusen         | Olímpico de Berlín  | 23 de noviembre | 15:30 |
| Borussia Dortmund      | 0 - 3 | Bayern Múnich            | Signal Iduna Park   | 23 de noviembre | 18:30 |
| Hamburgo               | 3 - 1 | Hannover 96              | Imtech Arena        | 24 de noviembre | 15:30 |
| Werder Bremen          | 2 - 3 | Mainz 05                 | Weserstadion        | 24 de noviembre | 17:30 |

| Wolfsburgo               | 1 - 1 | Hamburgo               | Volkswagen Arena   | 29 de noviembre | 20:30 |
| Bayern Múnich            | 2 - 0 | Eintracht Braunschweig | Allianz Arena      | 30 de noviembre | 15:30 |
| Bayer Leverkusen         | 3 - 0 | Núremberg              | BayArena           | 30 de noviembre | 15:30 |
| Hoffenheim               | 4 - 4 | Werder Bremen          | Rhein-Neckar-Arena | 30 de noviembre | 15:30 |
| Mainz 05                 | 1 - 3 | Borussia Dortmund      | Coface Arena       | 30 de noviembre | 15:30 |
| Hertha Berlín            | 0 - 0 | Augsburgo              | Olímpico de Berlín | 30 de noviembre | 15:30 |
| Schalke 04               | 3 - 0 | Stuttgart              | Veltins-Arena      | 30 de noviembre | 18:30 |
| Hannover 96              | 2 - 0 | Eintracht Frankfurt    | HDI-Arena          | 1 de diciembre  | 15:30 |
| Borussia Mönchengladbach | 1 - 0 | Friburgo               | Borussia-Park      | 1 de diciembre  | 17:30 |

| Núremberg                | 1 - 1 | Mainz 05         | Grundig-Stadion     | 6 de diciembre | 20:30 |
| Borussia Mönchengladbach | 2 - 1 | Schalke 04       | Borussia-Park       | 7 de diciembre | 15:30 |
| Stuttgart                | 4 - 2 | Hannover 96      | Mercedes-Benz Arena | 7 de diciembre | 15:30 |
| Werder Bremen            | 0 - 7 | Bayern Múnich    | Weserstadion        | 7 de diciembre | 15:30 |
| Hamburgo                 | 0 - 1 | Augsburgo        | Imtech Arena        | 7 de diciembre | 15:30 |
| Eintracht Frankfurt      | 1 - 2 | Hoffenheim       | Commerzbank-Arena   | 7 de diciembre | 15:30 |
| Borussia Dortmund        | 0 - 1 | Bayer Leverkusen | Signal Iduna Park   | 7 de diciembre | 18:30 |
| Friburgo                 | 0 - 3 | Wolfsburgo       | Mage Solar Stadion  | 8 de diciembre | 15:30 |
| Eintracht Braunschweig   | 0 - 2 | Hertha Berlín    | Eintracht-Stadion   | 8 de diciembre | 17:30 |

| Hertha Berlín    | 3 - 2 | Werder Bremen            | Olímpico de Berlín | 13 de diciembre | 20:30 |
| Bayern Múnich    | 3 - 1 | Hamburgo                 | Allianz Arena      | 14 de diciembre | 15:30 |
| Hannover 96      | 3 - 3 | Núremberg                | HDI-Arena          | 14 de diciembre | 15:30 |
| Hoffenheim       | 2 - 2 | Borussia Dortmund        | Rhein-Neckar-Arena | 14 de diciembre | 15:30 |
| Mainz 05         | 0 - 0 | Borussia Mönchengladbach | Coface Arena       | 14 de diciembre | 15:30 |
| Augsburgo        | 4 - 1 | Eintracht Braunschweig   | SGL Arena          | 14 de diciembre | 15:30 |
| Wolfsburgo       | 3 - 1 | Stuttgart                | Volkswagen Arena   | 14 de diciembre | 18:30 |
| Schalke 04       | 2 - 0 | Friburgo                 | Veltins-Arena      | 15 de diciembre | 15:30 |
| Bayer Leverkusen | 0 - 1 | Eintracht Frankfurt      | BayArena           | 15 de diciembre | 17:30 |

| Eintracht Frankfurt      | 1 - 1 | Augsburgo        | Commerzbank-Arena   | 20 de diciembre | 20:30 |
| Borussia Dortmund        | 1 - 2 | Hertha Berlín    | Signal Iduna Park   | 21 de diciembre | 15:30 |
| Werder Bremen            | 1 - 0 | Bayer Leverkusen | Weserstadion        | 21 de diciembre | 15:30 |
| Friburgo                 | 2 - 1 | Hannover 96      | Mage Solar Stadion  | 21 de diciembre | 15:30 |
| Hamburgo                 | 2 - 3 | Mainz 05         | Imtech Arena        | 21 de diciembre | 15:30 |
| Eintracht Braunschweig   | 1 - 0 | Hoffenheim       | Eintracht-Stadion   | 21 de diciembre | 15:30 |
| Núremberg                | 0 - 0 | Schalke 04       | Grundig-Stadion     | 21 de diciembre | 18:30 |
| Borussia Mönchengladbach | 2 - 2 | Wolfsburgo       | Borussia-Park       | 22 de diciembre | 15:30 |
| Stuttgart                | 1 - 2 | Bayern Múnich    | Mercedes-Benz Arena | 29 de enero     | 20:00 |

### Segunda rueda
| Borussia Mönchengladbach | 0 - 2 | Bayern Múnich          | Borussia-Park       | 24 de enero | 20:30 |
| Friburgo                 | 3 - 2 | Bayer Leverkusen       | Mage Solar Stadion  | 25 de enero | 15:30 |
| Wolfsburgo               | 1 - 3 | Hannover 96            | Volkswagen Arena    | 25 de enero | 15:30 |
| Núremberg                | 4 - 0 | Hoffenheim             | Grundig-Stadion     | 25 de enero | 15:30 |
| Stuttgart                | 1 - 2 | Mainz 05               | Mercedes-Benz Arena | 25 de enero | 15:30 |
| Borussia Dortmund        | 2 - 2 | Augsburgo              | Signal Iduna Park   | 25 de enero | 15:30 |
| Eintracht Frankfurt      | 1 - 0 | Hertha Berlín          | Commerzbank-Arena   | 25 de enero | 18:30 |
| Werder Bremen            | 0 - 0 | Eintracht Braunschweig | Weserstadion        | 26 de enero | 15:30 |
| Hamburgo                 | 0 - 3 | Schalke 04             | Imtech Arena        | 26 de enero | 17:30 |

| Eintracht Braunschweig | 1 - 2 | Borussia Dortmund        | Eintracht-Stadion  | 31 de enero  | 20:30 |
| Hoffenheim             | 3 - 0 | Hamburgo                 | Rhein-Neckar-Arena | 1 de febrero | 15:30 |
| Bayer Leverkusen       | 2 - 1 | Stuttgart                | BayArena           | 1 de febrero | 15:30 |
| Schalke 04             | 2 - 1 | Wolfsburgo               | Veltins-Arena      | 1 de febrero | 15:30 |
| Augsburgo              | 3 - 1 | Werder Bremen            | SGL Arena          | 1 de febrero | 15:30 |
| Mainz 05               | 2 - 0 | Friburgo                 | Coface Arena       | 1 de febrero | 15:30 |
| Hannover 96            | 3 - 1 | Borussia Mönchengladbach | HDI-Arena          | 1 de febrero | 18:30 |
| Hertha Berlín          | 1 - 3 | Núremberg                | Olímpico de Berlín | 2 de febrero | 15:30 |
| Bayern Múnich          | 5 - 0 | Eintracht Frankfurt      | Allianz Arena      | 2 de febrero | 17:30 |

| Borussia Mönchengladbach | 0 - 1 | Bayer Leverkusen       | Borussia-Park       | 7 de febrero | 20:30 |
| Eintracht Frankfurt      | 3 - 0 | Eintracht Braunschweig | Commerzbank-Arena   | 8 de febrero | 15:30 |
| Werder Bremen            | 1 - 5 | Borussia Dortmund      | Weserstadion        | 8 de febrero | 15:30 |
| Núremberg                | 0 - 2 | Bayern Múnich          | Grundig-Stadion     | 8 de febrero | 15:30 |
| Friburgo                 | 1 - 1 | Hoffenheim             | Mage Solar Stadion  | 8 de febrero | 15:30 |
| Wolfsburgo               | 3 - 0 | Mainz 05               | Volkswagen Arena    | 8 de febrero | 15:30 |
| Hamburgo                 | 0 - 3 | Hertha Berlín          | Imtech Arena        | 8 de febrero | 18:30 |
| Stuttgart                | 1 - 4 | Augsburgo              | Mercedes-Benz Arena | 9 de febrero | 15:30 |
| Schalke 04               | 2 - 0 | Hannover 96            | Veltins-Arena       | 9 de febrero | 17:30 |

| Mainz 05               | 2 - 0 | Hannover 96              | Coface Arena       | 14 de febrero | 20:30 |
| Bayern Múnich          | 4 - 0 | Friburgo                 | Allianz Arena      | 15 de febrero | 15:30 |
| Eintracht Braunschweig | 4 - 2 | Hamburgo                 | Eintracht-Stadion  | 15 de febrero | 15:30 |
| Borussia Dortmund      | 4 - 0 | Eintracht Frankfurt      | Signal Iduna Park  | 15 de febrero | 15:30 |
| Werder Bremen          | 1 - 1 | Borussia Mönchengladbach | Weserstadion       | 15 de febrero | 15:30 |
| Hoffenheim             | 4 - 1 | Stuttgart                | Rhein-Neckar-Arena | 15 de febrero | 15:30 |
| Bayer Leverkusen       | 1 - 2 | Schalke 04               | BayArena           | 15 de febrero | 18:30 |
| Augsburgo              | 0 - 1 | Núremberg                | SGL Arena          | 16 de febrero | 15:30 |
| Hertha Berlín          | 1 - 2 | Wolfsburgo               | Olímpico de Berlín | 16 de febrero | 17:30 |

| Schalke 04               | 0 - 0 | Mainz 05               | Veltins-Arena       | 21 de febrero | 20:30 |
| Borussia Mönchengladbach | 2 - 2 | Hoffenheim             | Borussia-Park       | 22 de febrero | 15:30 |
| Friburgo                 | 2 - 4 | Augsburgo              | Mage Solar Stadion  | 22 de febrero | 15:30 |
| Núremberg                | 2 - 1 | Eintracht Braunschweig | Grundig-Stadion     | 22 de febrero | 15:30 |
| Hamburgo                 | 3 - 0 | Borussia Dortmund      | Imtech Arena        | 22 de febrero | 15:30 |
| Stuttgart                | 1 - 2 | Hertha Berlín          | Mercedes-Benz Arena | 22 de febrero | 15:30 |
| Wolfsburgo               | 3 - 1 | Bayer Leverkusen       | Volkswagen Arena    | 22 de febrero | 18:30 |
| Eintracht Frankfurt      | 0 - 0 | Werder Bremen          | Commerzbank-Arena   | 23 de febrero | 15:30 |
| Hannover 96              | 0 - 4 | Bayern Múnich          | HDI-Arena           | 23 de febrero | 17:30 |

| Hertha Berlín          | 0 - 0 | Friburgo                 | Olímpico de Berlín | 28 de febrero | 20:30 |
| Augsburgo              | 1 - 1 | Hannover 96              | SGL Arena          | 1 de marzo    | 15:30 |
| Borussia Dortmund      | 3 - 0 | Núremberg                | Signal Iduna Park  | 1 de marzo    | 15:30 |
| Bayer Leverkusen       | 0 - 1 | Mainz 05                 | BayArena           | 1 de marzo    | 15:30 |
| Werder Bremen          | 1 - 0 | Hamburgo                 | Weserstadion       | 1 de marzo    | 15:30 |
| Eintracht Braunschweig | 1 - 1 | Borussia Mönchengladbach | Eintracht-Stadion  | 1 de marzo    | 15:30 |
| Bayern Múnich          | 5 - 1 | Schalke 04               | Allianz Arena      | 1 de marzo    | 18:30 |
| Hoffenheim             | 6 - 2 | Wolfsburgo               | Rhein-Neckar-Arena | 2 de marzo    | 15:30 |
| Eintracht Frankfurt    | 2 - 1 | Stuttgart                | Commerzbank-Arena  | 2 de marzo    | 17:30 |

| Hannover 96              | 1 - 1 | Bayer Leverkusen       | HDI-Arena           | 8 de marzo | 15:30 |
| Schalke 04               | 4 - 0 | Hoffenheim             | Veltins-Arena       | 8 de marzo | 15:30 |
| Borussia Mönchengladbach | 1 - 2 | Augsburgo              | Borussia-Park       | 8 de marzo | 15:30 |
| Stuttgart                | 2 - 2 | Eintracht Braunschweig | Mercedes-Benz Arena | 8 de marzo | 15:30 |
| Hamburgo                 | 1 - 1 | Eintracht Frankfurt    | Imtech Arena        | 8 de marzo | 15:30 |
| Wolfsburgo               | 1 - 6 | Bayern Múnich          | Volkswagen Arena    | 8 de marzo | 15:30 |
| Núremberg                | 0 - 2 | Werder Bremen          | Grundig-Stadion     | 8 de marzo | 18:30 |
| Friburgo                 | 0 - 1 | Borussia Dortmund      | Mage Solar Stadion  | 9 de marzo | 15:30 |
| Mainz 05                 | 1 - 1 | Hertha Berlín          | Coface Arena        | 9 de marzo | 17:30 |

| Augsburgo              | 1 - 2 | Schalke 04               | SGL Arena          | 14 de marzo | 20:30 |
| Borussia Dortmund      | 1 - 2 | Borussia Mönchengladbach | Signal Iduna Park  | 15 de marzo | 15:30 |
| Hertha Berlín          | 0 - 3 | Hannover 96              | Olímpico de Berlín | 15 de marzo | 15:30 |
| Hoffenheim             | 2 - 4 | Mainz 05                 | Rhein-Neckar-Arena | 15 de marzo | 15:30 |
| Eintracht Braunschweig | 1 - 1 | Wolfsburgo               | Eintracht-Stadion  | 15 de marzo | 15:30 |
| Werder Bremen          | 1 - 1 | Stuttgart                | Weserstadion       | 15 de marzo | 15:30 |
| Bayern Múnich          | 2 - 1 | Bayer Leverkusen         | Allianz Arena      | 15 de marzo | 18:30 |
| Hamburgo               | 2 - 1 | Núremberg                | Imtech Arena       | 16 de marzo | 15:30 |
| Eintracht Frankfurt    | 1 - 4 | Friburgo                 | Commerzbank-Arena  | 16 de marzo | 17:30 |

| Friburgo                 | 3 - 1 | Werder Bremen          | Mage Solar Stadion  | 21 de marzo | 20:30 |
| Hannover 96              | 0 - 3 | Borussia Dortmund      | HDI-Arena           | 22 de marzo | 15:30 |
| Mainz 05                 | 0 - 2 | Bayern Múnich          | Coface Arena        | 22 de marzo | 15:30 |
| Wolfsburgo               | 1 - 1 | Augsburgo              | Volkswagen Arena    | 22 de marzo | 15:30 |
| Stuttgart                | 1 - 0 | Hamburgo               | Mercedes-Benz Arena | 22 de marzo | 15:30 |
| Schalke 04               | 3 - 1 | Eintracht Braunschweig | Veltins-Arena       | 22 de marzo | 15:30 |
| Borussia Mönchengladbach | 3 - 0 | Hertha Berlín          | Borussia-Park       | 22 de marzo | 18:30 |
| Núremberg                | 2 - 5 | Eintracht Frankfurt    | Grundig-Stadion     | 23 de marzo | 15:30 |
| Bayer Leverkusen         | 2 - 3 | Hoffenheim             | BayArena            | 23 de marzo | 17:30 |

| Hertha Berlín          | 1 - 3 | Bayern Múnich            | Olímpico de Berlín | 25 de marzo | 20:00 |
| Borussia Dortmund      | 0 - 0 | Schalke 04               | Signal Iduna Park  | 25 de marzo | 20:00 |
| Eintracht Braunschweig | 3 - 1 | Mainz 05                 | Eintracht-Stadion  | 25 de marzo | 20:00 |
| Werder Bremen          | 1 - 3 | Wolfsburgo               | Weserstadion       | 25 de marzo | 20:00 |
| Eintracht Frankfurt    | 1 - 0 | Borussia Mönchengladbach | Commerzbank-Arena  | 26 de marzo | 20:00 |
| Augsburgo              | 1 - 3 | Bayer Leverkusen         | SGL Arena          | 26 de marzo | 20:00 |
| Hamburgo               | 1 - 1 | Friburgo                 | Imtech Arena       | 26 de marzo | 20:00 |
| Núremberg              | 2 - 0 | Stuttgart                | Grundig-Stadion    | 26 de marzo | 20:00 |
| Hoffenheim             | 3 - 1 | Hannover 96              | Rhein-Neckar-Arena | 26 de marzo | 20:00 |

| Schalke 04               | 2 - 0 | Hertha Berlín          | Veltins-Arena       | 28 de marzo | 20:30 |
| Bayer Leverkusen         | 1 - 1 | Eintracht Braunschweig | BayArena            | 29 de marzo | 15:30 |
| Wolfsburgo               | 2 - 1 | Eintracht Frankfurt    | Volkswagen Arena    | 29 de marzo | 15:30 |
| Stuttgart                | 2 - 3 | Borussia Dortmund      | Mercedes-Benz Arena | 29 de marzo | 15:30 |
| Bayern Múnich            | 3 - 3 | Hoffenheim             | Allianz Arena       | 29 de marzo | 15:30 |
| Mainz 05                 | 3 - 0 | Augsburgo              | Coface Arena        | 29 de marzo | 15:30 |
| Friburgo                 | 3 - 2 | Núremberg              | Mage Solar Stadion  | 29 de marzo | 18:30 |
| Borussia Mönchengladbach | 3 - 1 | Hamburgo               | Borussia-Park       | 30 de marzo | 15:30 |
| Hannover 96              | 1 - 2 | Werder Bremen          | HDI-Arena           | 30 de marzo | 17:30 |

| Hamburgo               | 2 - 1 | Bayer Leverkusen         | Imtech Arena        | 4 de abril | 20:30 |
| Stuttgart              | 2 - 0 | Friburgo                 | Mercedes-Benz Arena | 5 de abril | 15:30 |
| Augsburgo              | 1 - 0 | Bayern Múnich            | SGL Arena           | 5 de abril | 15:30 |
| Eintracht Frankfurt    | 2 - 0 | Mainz 05                 | Commerzbank-Arena   | 5 de abril | 15:30 |
| Werder Bremen          | 1 - 1 | Schalke 04               | Weserstadion        | 5 de abril | 15:30 |
| Núremberg              | 0 - 2 | Borussia Mönchengladbach | Grundig-Stadion     | 5 de abril | 15:30 |
| Borussia Dortmund      | 2 - 1 | Wolfsburgo               | Signal Iduna Park   | 5 de abril | 18:30 |
| Eintracht Braunschweig | 3 - 0 | Hannover 96              | Eintracht-Stadion   | 6 de abril | 15:30 |
| Hertha Berlín          | 1 - 1 | Hoffenheim               | Olímpico de Berlín  | 6 de abril | 17:30 |

| Schalke 04               | 2 - 0 | Eintracht Frankfurt    | Veltins-Arena      | 11 de abril | 20:30 |
| Hannover 96              | 2 - 1 | Hamburgo               | HDI-Arena          | 12 de abril | 15:30 |
| Friburgo                 | 2 - 0 | Eintracht Braunschweig | Mage Solar Stadion | 12 de abril | 15:30 |
| Borussia Mönchengladbach | 1 - 1 | Stuttgart              | Borussia-Park      | 12 de abril | 15:30 |
| Wolfsburgo               | 4 - 1 | Núremberg              | Volkswagen Arena   | 12 de abril | 15:30 |
| Mainz 05                 | 3 - 0 | Werder Bremen          | Coface Arena       | 12 de abril | 15:30 |
| Bayern Múnich            | 0 - 3 | Borussia Dortmund      | Allianz Arena      | 12 de abril | 18:30 |
| Bayer Leverkusen         | 2 - 1 | Hertha Berlín          | BayArena           | 13 de abril | 15:30 |
| Hoffenheim               | 2 - 0 | Augsburgo              | Rhein-Neckar-Arena | 13 de abril | 17:30 |

| Eintracht Frankfurt    | 2 - 3 | Hannover 96              | Commerzbank-Arena   | 17 de abril | 20:30 |
| Borussia Dortmund      | 4 - 2 | Mainz 05                 | Signal Iduna Park   | 19 de abril | 15:30 |
| Augsburgo              | 0 - 0 | Hertha Berlín            | SGL Arena           | 19 de abril | 15:30 |
| Eintracht Braunschweig | 0 - 2 | Bayern Múnich            | Eintracht-Stadion   | 19 de abril | 15:30 |
| Werder Bremen          | 3 - 1 | Hoffenheim               | Weserstadion        | 19 de abril | 15:30 |
| Friburgo               | 4 - 2 | Borussia Mönchengladbach | Mage Solar Stadion  | 19 de abril | 15:30 |
| Hamburgo               | 1 - 3 | Wolfsburgo               | Imtech Arena        | 19 de abril | 18:30 |
| Núremberg              | 1 - 4 | Bayer Leverkusen         | Grundig-Stadion     | 20 de abril | 15:30 |
| Stuttgart              | 3 - 1 | Schalke 04               | Mercedes-Benz Arena | 20 de abril | 17:30 |

| Hannover 96      | 0 - 0 | Stuttgart                | HDI-Arena          | 25 de abril | 20:30 |
| Bayern Múnich    | 5 - 2 | Werder Bremen            | Allianz Arena      | 26 de abril | 15:30 |
| Hertha Berlín    | 2 - 0 | Eintracht Braunschweig   | Olímpico de Berlín | 26 de abril | 15:30 |
| Hoffenheim       | 0 - 0 | Eintracht Frankfurt      | Rhein-Neckar-Arena | 26 de abril | 15:30 |
| Wolfsburgo       | 2 - 2 | Friburgo                 | Volkswagen Arena   | 26 de abril | 15:30 |
| Mainz 05         | 2 - 0 | Núremberg                | Coface Arena       | 26 de abril | 15:30 |
| Bayer Leverkusen | 2 - 2 | Borussia Dortmund        | BayArena           | 26 de abril | 18:30 |
| Augsburgo        | 3 - 1 | Hamburgo                 | SGL Arena          | 27 de abril | 15:30 |
| Schalke 04       | 0 - 1 | Borussia Mönchengladbach | Veltins-Arena      | 27 de abril | 17:30 |

| Eintracht Frankfurt      | 0 - 2 | Bayer Leverkusen | Commerzbank-Arena   | 3 de mayo | 15:30 |
| Borussia Dortmund        | 3 - 2 | Hoffenheim       | Signal Iduna Park   | 3 de mayo | 15:30 |
| Friburgo                 | 0 - 2 | Schalke 04       | Mage Solar Stadion  | 3 de mayo | 15:30 |
| Eintracht Braunschweig   | 0 - 1 | Augsburgo        | Eintracht-Stadion   | 3 de mayo | 15:30 |
| Werder Bremen            | 2 - 0 | Hertha Berlín    | Weserstadion        | 3 de mayo | 15:30 |
| Núremberg                | 0 - 2 | Hannover 96      | Grundig-Stadion     | 3 de mayo | 15:30 |
| Hamburgo                 | 1 - 4 | Bayern Múnich    | Imtech Arena        | 3 de mayo | 15:30 |
| Stuttgart                | 1 - 2 | Wolfsburgo       | Mercedes-Benz Arena | 3 de mayo | 15:30 |
| Borussia Mönchengladbach | 3 - 1 | Mainz 05         | Borussia-Park       | 3 de mayo | 15:30 |

| Hertha Berlín    | 0 - 4 | Borussia Dortmund        | Olímpico de Berlín | 10 de mayo | 15:30 |
| Augsburgo        | 2 - 1 | Eintracht Frankfurt      | SGL Arena          | 10 de mayo | 15:30 |
| Wolfsburgo       | 3 - 1 | Borussia Mönchengladbach | Volkswagen Arena   | 10 de mayo | 15:30 |
| Bayern Múnich    | 1 - 0 | Stuttgart                | Allianz Arena      | 10 de mayo | 15:30 |
| Bayer Leverkusen | 2 - 1 | Werder Bremen            | BayArena           | 10 de mayo | 15:30 |
| Schalke 04       | 4 - 1 | Núremberg                | Veltins-Arena      | 10 de mayo | 15:30 |
| Hannover 96      | 3 - 2 | Friburgo                 | HDI-Arena          | 10 de mayo | 15:30 |
| Mainz 05         | 3 - 2 | Hamburgo                 | Coface Arena       | 10 de mayo | 15:30 |
| Hoffenheim       | 3 - 1 | Eintracht Braunschweig   | Rhein-Neckar-Arena | 10 de mayo | 15:30 |

| Bundesliga                        |
| Campeón Bayern Múnich 24.° título |

### Play-offs de ascenso y descenso
En los play-offs de ascenso y descenso se enfrentaron el 16° clasificado de la 1. Bundesliga 2013/14 (Hamburgo S.V.) contra el 3° clasificado de la 2. Bundesliga 2013/14 (Greuther Fürth) en una serie de dos partidos a ida y vuelta. El ganador al término de los dos partidos permanece o asciende, según sea el caso, a la 1. Bundesliga 2014/15.
| 15 de mayo de 2014, 20:30 | Hamburgo | 0:0     | Greuther Fürth | Imtech Arena, Hamburgo                                   |                                                          |
|                           |          | Reporte |                | Asistencia: 56,479 espectadores Árbitro(s): Felix Zwayer | Asistencia: 56,479 espectadores Árbitro(s): Felix Zwayer |

| 18 de mayo de 2014, 17:00                                                 | Greuther Fürth | 1:1 (0:1) | Hamburgo    | Trolli-Arena, Greuther Fürth                             |                                                          |
|                                                                           | Fürstner 59'   | Reporte   | Lasogga 14' | Asistencia: 17,500 espectadores Árbitro(s): Knut Kircher | Asistencia: 17,500 espectadores Árbitro(s): Knut Kircher |
| Hamburgo permanece en la 1. Bundesliga por la regla del gol de visitante. |                |           |             |                                                          |                                                          |

## Estadísticas
| Robert Lewandowski                       | Borussia Dortmund        | 20 | 33 |
| Mario Mandžukić                          | Bayern Múnich            | 18 | 30 |
| Josip Drmić                              | Núremberg                | 17 | 33 |
| Marco Reus                               | Borussia Dortmund        | 16 | 30 |
| Adrián Ramos                             | Hertha Berlín            | 16 | 32 |
| Roberto Firmino                          | Hoffenheim               | 16 | 33 |
| Stefan Kießling                          | Bayer Leverkusen         | 15 | 32 |
| Shinji Okazaki                           | Mainz 05                 | 15 | 33 |
| Raffael                                  | Borussia Mönchengladbach | 15 | 33 |
| Ivica Olić                               | Wolfsburgo               | 14 | 32 |
| Claudio Pizarro                          | Bayern Múnich            | 10 | 17 |
| Última actualización: 10 de mayo de 2014 |                          |    |    |

| Jugador                    | Equipo                   | Autogoles |
| -------------------------- | ------------------------ | --------- |
| Anderson Bamba             | Eintracht Frankfurt      | 1         |
| Berkay Dabanlı             | Núremberg                | 1         |
| Dante                      | Bayern Múnich            | 1         |
| Johan Djourou              | Hamburgo                 | 1         |
| Johannes Flum              | Eintracht Frankfurt      | 1         |
| Christian Günter           | Friburgo                 | 1         |
| Nicolas Höfler             | Friburgo                 | 1         |
| Assani Lukimya-Mulongoti   | Werder Bremen            | 1         |
| Håvard Nordtveit           | Borussia Mönchengladbach | 1         |
| Sebastian Prödl            | Werder Bremen            | 1         |
| Daniel Schwaab             | Stuttgart                | 1         |
| Niklas Stark               | Núremberg                | 1         |
| Sven Bender                | Borussia Dortmund        | 1         |
| Jan-Ingwer Callsen-Bracker | Augsburgo                | 1         |
| Felipe Santana             | FC Schalke 04            | 1         |
| Marc-André ter Stegen      | Borussia Mönchengladbach | 1         |
| Rafinha                    | Bayern Múnich            | 1         |
| Mike Frantz                | Núremberg                | 1         |
| Marvin Hitz                | Augsburgo                | 1         |
| Damir Vrančić              | Eintracht Braunschweig   | 1         |
| Nils Petersen              | Werder Bremen            | 1         |

| Marco Reus                               | Borussia Dortmund        | 14 | 30 |
| Roberto Firmino                          | Hoffenheim               | 12 | 33 |
| Max Kruse                                | Borussia Mönchengladbach | 12 | 34 |
| Franck Ribéry                            | Bayern de Múnich         | 11 | 22 |
| Alexandru Maxim                          | Stuttgart                | 11 | 29 |
| Mario Götze                              | Bayern Múnich            | 10 | 27 |
| Henrij Mjitaryán                         | Borussia Dortmund        | 10 | 31 |
| Thomas Müller                            | Bayern Múnich            | 10 | 31 |
| Gonzalo Castro                           | Bayer Leverkusen         | 9  | 30 |
| Tobias Werner                            | Augsburgo                | 9  | 31 |
| Aaron Hunt                               | Werder Bremen            | 9  | 31 |
| Ricardo Rodríguez                        | Wolfsburgo               | 9  | 34 |
| Última actualización: 10 de mayo de 2014 |                          |    |    |

| Granit Xhaka                             | Borussia Mönchengladbach | 12 | 28 |
| Luiz Gustavo                             | Wolfsburgo               | 12 | 29 |
| Carlos Zambrano                          | Eintracht Frankfurt      | 12 | 30 |
| Santiago García                          | Werder Bremen            | 11 | 22 |
| Johannes Flum                            | Eintracht Frankfurt      | 11 | 26 |
| Norman Theuerkauf                        | Eintracht Braunschweig   | 10 | 29 |
| Szabolcs Huszti                          | Hannover 96              | 10 | 30 |
| Tolgay Arslan                            | Hamburgo                 | 10 | 32 |
| André Hahn                               | Augsburgo                | 10 | 32 |
| Matthias Ostrzolek                       | Augsburgo                | 10 | 33 |
| Última actualización: 10 de mayo de 2014 |                          |    |    |

| Petar Slišković                          | Mainz 05      | 1 | 2  |
| Christian Wetklo                         | Mainz 05      | 1 | 2  |
| Kyriakos Papadopoulos                    | FC Schalke 04 | 1 | 4  |
| Niko Bungert                             | Mainz 05      | 1 | 10 |
| Última actualización: 10 de mayo de 2014 |               |   |    |

## Fichajes

### Fichajes más caros del mercado de verano

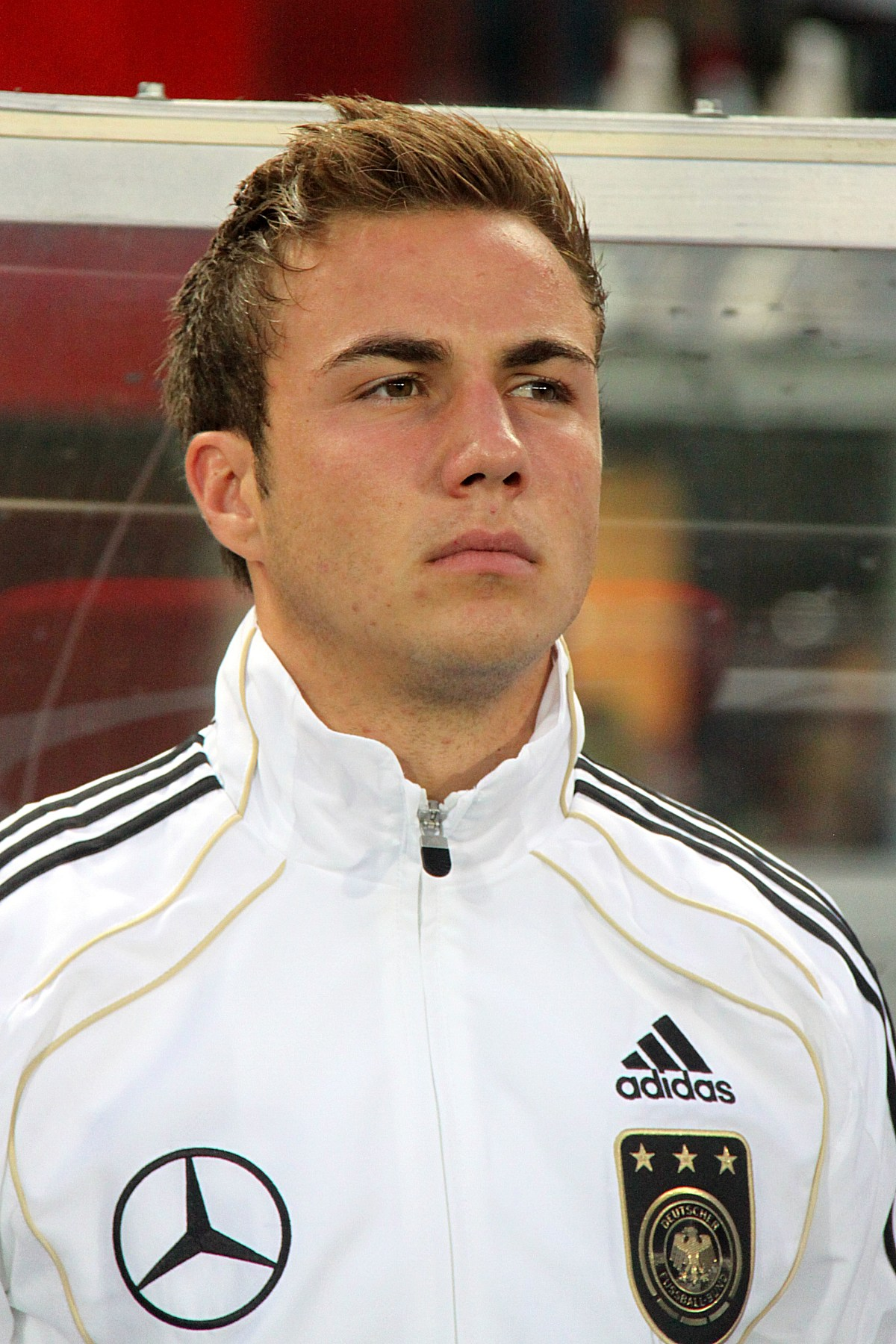
Mario Götze, fichado por el Bayern de Múnich, fue el traspaso más caro.

| Pos. | Jugador                   | Club de destino   | Club de origen    | Precio (€) | Ref.          |
| ---- | ------------------------- | ----------------- | ----------------- | ---------- | ------------- |
| 1.º  | Mario Götze               | Bayern Múnich     | Borussia Dortmund | 37.000.000 | [ 38 ]        |
| 2.º  | Henrij Mjitaryán          | Borussia Dortmund | Shajtar Donetsk   | 27.500.000 | [ 39 ]        |
| 3.º  | Thiago Alcántara          | Bayern Múnich     | Barcelona         | 20.000.000 | [ 40 ] [ 41 ] |
| 4.º  | Luiz Gustavo              | Wolfsburgo        | Bayern Múnich     | 17.000.000 | [ 42 ]        |
| 5.º  | Pierre-Emerick Aubameyang | Borussia Dortmund | Saint-Étienne     | 13.000.000 | [ 43 ]        |
| 6.º  | Kevin-Prince Boateng      | Schalke 04        | Milan             | 11.000.000 | [ 44 ]        |
| 7.º  | Son Heung-Min             | Bayer Leverkusen  | Hamburgo          | 10.000.000 | [ 45 ]        |
| 8.º  | Sokratis Papastathopoulos | Borussia Dortmund | Werder Bremen     | 9.500.000  | [ 46 ]        |
| 9.º  | Ádám Szalai               | FC Schalke 04     | Mainz 05          | 8.000.000  | [ 47 ]        |
| 10.º | Timm Klose                | Wolfsburgo        | Núremberg         | 6.000.000  | [ 48 ]        |